# Janez Barle
Janez Barle – Johnny, slovenski šahist, * 21. marec 1952, Reka, Hrvaška, † 8. julij 2022
Naslov mednarodnega mojstra je dosegel leta 1976. Bil je petkrat prvak Slovenije (1972, 1974, 1980, 1981 in 1984). Nastopil pa je tudi treh šahovskih olimpiadah (1992, 1994 in 2002).
Pokopan je na ljubljanskih Žalah.